# Porgera
Porgera – miasto w Papui-Nowej Gwinei, w prowincji Enga.